# Ґо-но-дзідзю
Ґо-но-дзідзю (кін. X ст. — XI ст.) — японська поетеса періоду Хейан.

## Життя і творчість
Походила зі знатного роду Ое, відомого літераторами і вченими. Донька Ое но Масахіра, поета, і поетеси Акадзоме Емон. Справжнє ім'я невідоме. Була дружиною кокусі провінції Санукі Фудзівара но Канефуси. Служила при родині Фудзівара но Мітінага. Звідси прізвисько управителька Ґо (Ґо-но-дзідзю).
Складала вірші-вака, що увійшли до збірок «Ґосюї вака-сю» і «Сендзай вака-сю».